# Nuestra casa a la izquierda del tiempo
Nuestra casa a la izquierda del tiempo es el cuarto  álbum recopilatorio del grupo español La Oreja de Van Gogh. Es un álbum donde la banda realiza nuevas versiones inéditas de canciones de discos anteriores con la voz de Leire y acompañada de la Orquesta Sinfónica de Bratislava (Eslovaquia).

## Información
El título del disco viene a hacer referencia a una frase del poeta Federico García Lorca "Mira a la derecha y a la izquierda del tiempo y que tu corazón aprenda a estar tranquilo."
En varias entrevistas, el grupo explicó que acostumbrados a realizar versiones de sus clásicos en los directos, llevaban un tiempo queriendo grabar un disco en acústico, tipo Unplugged, pero debido al ritmo de giras y grabaciones y la marcha de Amaia nunca encontraron el momento anteriormente.
El 10 de septiembre de 2009, Tony Aguilar en Los 40 Principales, anunciaba que el nuevo sencillo de La Oreja de Van Gogh sería "Cuéntame al oído", canción editada en el disco Dile al sol en 1998, pero esta vez en la voz de la nueva vocalista Leire Martínez acompañada de una orquesta sinfónica. Como parte de la promoción, se tocaron fragmentos de las nuevas versiones en la emisora Cadena Dial.
El sencillo se estrenó el 14 de septiembre en el programa Internight de Los 40 Principales, fue presentado por Tony Aguilar como la versión 2009 de Cuéntame al oído y declaró que la sección de cuerdas del disco fue grabada con la Orquesta Sinfónica de Bratislava.
A cinco días de su lanzamiento, llegó al número uno de descargas de iTunes, destronando a David Bisbal.
Por sexta vez consecutiva trabajan con Nigel Walker como productor y los arreglos son de Miguel Ángel Collado.
A pesar de ser un disco "recopilatorio", vendió en su segunda semana 30.000 copias (disco de oro)
El 17 de febrero de 2010, el Fan Club de LODVG Archivado el 6 de febrero de 2010 en Wayback Machine. anunciaba en exclusiva que el segundo sencillo de Nuestra casa a la izquierda del tiempo sería Puedes contar conmigo, que fue el sencillo de presentación de Lo que te conté mientras te hacías la dormida y que fue escrito por Amaia Montero en 2003. Este segundo sencillo se utilizaría para promocionar la película de La Oreja de Van Gogh, Un viaje al Mar Muerto
Tras 22 semanas de haber sido lanzado, y sin reedición editada a ese momento, el álbum se coloca en el puesto número tres de los más vendidos de España
El 13 de abril de 2010 se pone a la venta en España la reedición de Nuestra casa a la izquierda del tiempo, que incluye el documental Un viaje al Mar Muerto junto con un libro de 96 páginas. La reedición se pone a la venta en México el 28 de junio de 2010.

## Lista de canciones
| N.º | Título                       | Escritor(es)               | Duración |  |
| 1.  | «París»                      | P. Benegas                 | 3:47     |  |
| 2.  | «Cuéntame al oído»           | X. San Martín y P. Benegas | 3:12     |  |
| 3.  | «El último vals»             | Pablo Benegas              | 3:23     |  |
| 4.  | «La playa»                   | Xabi San Martín            | 4:07     |  |
| 5.  | «Rosas»                      | Xabi San Martín            | 3:56     |  |
| 6.  | «20 de enero»                | P. Benegas                 | 3:42     |  |
| 7.  | «Jueves»                     | Xabi San Martín            | 3:59     |  |
| 8.  | «Loa Loa»                    | Dominio público            | 1:09     |  |
| 9.  | «Muñeca de trapo»            | P. Benegas                 | 3:55     |  |
| 10. | «Soledad»                    | P. Benegas                 | 3:52     |  |
| 11. | «Deseos de cosas imposibles» | Xabi San Martín            | 3:08     |  |
| 12. | «Puedes contar conmigo»      | Amaia Montero              | 3:56     |  |

## Certificaciones
| Territorio | Organismo certificador | Certificación | Ventas certificadas |
| ---------- | ---------------------- | ------------- | ------------------- |
| España     | PROMUSICAE             | Oro           | +30 000             |

## Lista promusicae
| Lista PROMUSICAE | Lista PROMUSICAE | Lista PROMUSICAE | Lista PROMUSICAE | Lista PROMUSICAE | Lista PROMUSICAE | Lista PROMUSICAE | Lista PROMUSICAE | Lista PROMUSICAE | Lista PROMUSICAE | Lista PROMUSICAE | Lista PROMUSICAE | Lista PROMUSICAE | Lista PROMUSICAE | Lista PROMUSICAE | Lista PROMUSICAE | Lista PROMUSICAE | Lista PROMUSICAE | Lista PROMUSICAE | Lista PROMUSICAE | Lista PROMUSICAE | Lista PROMUSICAE | Lista PROMUSICAE | Lista PROMUSICAE | Lista PROMUSICAE | Lista PROMUSICAE | Lista PROMUSICAE | Lista PROMUSICAE | Lista PROMUSICAE | Lista PROMUSICAE | Lista PROMUSICAE | Lista PROMUSICAE | Lista PROMUSICAE | Lista PROMUSICAE | Lista PROMUSICAE | Lista PROMUSICAE | Lista PROMUSICAE | Lista PROMUSICAE | Lista PROMUSICAE |
| Semana           | 01               | 02               | 03               | 04               | 05               | 06               | 07               | 08               | 09               | 10               | 11               | 12               | 13               | 14               | 15               | 16               | 17               | 18               | 19               | 20               | 21               | 22               | 23               | 24               | 25               | 26               | 27               | 28               | 29               | 30               | 31               | 32               | 33               | 34               | 35               | 36               | 37               |                  |
| ---------------- | ---------------- | ---------------- | ---------------- | ---------------- | ---------------- | ---------------- | ---------------- | ---------------- | ---------------- | ---------------- | ---------------- | ---------------- | ---------------- | ---------------- | ---------------- | ---------------- | ---------------- | ---------------- | ---------------- | ---------------- | ---------------- | ---------------- | ---------------- | ---------------- | ---------------- | ---------------- | ---------------- | ---------------- | ---------------- | ---------------- | ---------------- | ---------------- | ---------------- | ---------------- | ---------------- | ---------------- | ---------------- | ---------------- |
| Posición         | 3                | 8                | 11               | 15               | 27               | 41               | 35               | 41               | 41               | 43               | 38               | 54               | 62               | 69               | 81               | 76               | 68               | 70               | 60               | 37               | 38               | 3                | 60               | 29               | 33               | 47               | 59               | 72               | 80               | 68               | 94               | 92               | 93               | 94               | 75               | 80               | 89               | 92               |

| Posición | 29 | 82 | 100 | 100 | 100 |